# Epipactis turcomanica
Epipactis turcomanica är en orkidéart som beskrevs av K.P.Popov och Neshat. Epipactis turcomanica ingår i släktet knipprötter, och familjen orkidéer. Inga underarter finns listade i Catalogue of Life.